# Louis Tauzin
Pour les articles homonymes, voir Tauzin.
Louis Tauzin, né le 21 juillet 1842 à Barsac et mort le 30 août 1915 à Royan, est un peintre paysagiste et affichiste-chromolithographe français.

## Biographie
Louis Tauzin naît à Barsac (Gironde) le 21 juillet 1842.
Louis Tauzin est élève de l’École des beaux-arts de Bordeaux, son maître est Jean-Marie Oscar Gué. Il peint des paysages et des marines. Pas d’excès ni d’audaces particulières, mais un talent affirmé et attrayant qui s’inscrit parfaitement dans la ligne des paysagistes de son époque, tout en suivant une carrière de dessinateur industriel.
Il se marie avec Marie Marguerite Zimmerman le 29 août 1871 à Saint-Avold en Moselle. Leur fils aîné, Henri-Alexis Tauzin fut architecte (élève de Jean-Louis Pascal) et le fils cadet Louis-Eugène sculpteur (élève de Jules Coutan).
Vers 1880, Louis Tauzin s’installe à Meudon, dans le quartier de Bellevue. Il achète, au 4 sentier des Pierres-Blanches (un quartier ou vivaient Louis-Maurice Boutet de Monvel et Édouard Manet), une maison qui sera détruite par une bombe durant la Seconde Guerre mondiale. Il est mort accidentellement des suites d'une chute dans un puits situé dans sa villa de Pontaillac.

### Carrière d'illustrateur
Louis Tauzin est chef d'atelier des dessinateurs de chez Champenois (Paris), l'une des plus importantes maisons de chromolithographie.
Il réalise de nombreuses affiches en format lithographié, entre autres pour les compagnies de chemins de fer, les éditions Rouff et des grandes marques.
En 1889, Louis Tauzin illustre les couvertures de Paris - Revue, souvent avec des scènes de l'Exposition universelle. La même année, il réalise une série de lithographies sur le thème de « La tombée de nuit ».
Entre 1900 et 1910, Louis Tauzin peint une série d'aquarelles des villes d'eaux (Saint-Alban-les-Eaux, Évian, Vichy) qui furent utilisées comme modèles pour des cartes postales.
Entre 1905 et 1912, il collabore avec le périodique L'Enfant, organe des sociétés protectrices de l'enfance. Il fournit des dessins humoristiques.
En 1914-1916, il collabore avec L'Anti-boche illustré et publie une série de cartes postales anti-allemandes.

Quelques illustrations de Louis Tauzin
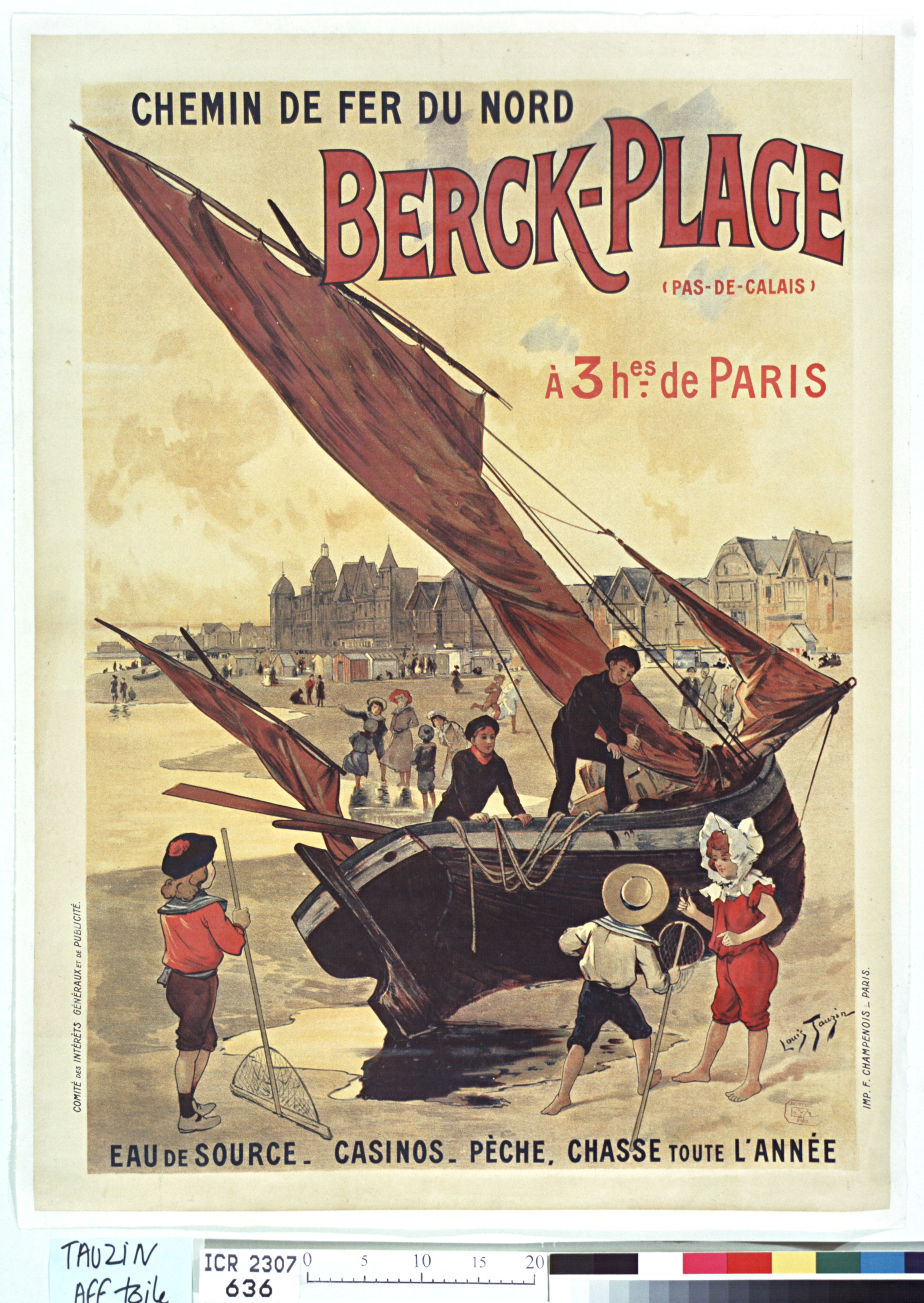
Affiche de Chemin de fer
Affiche pour une marque
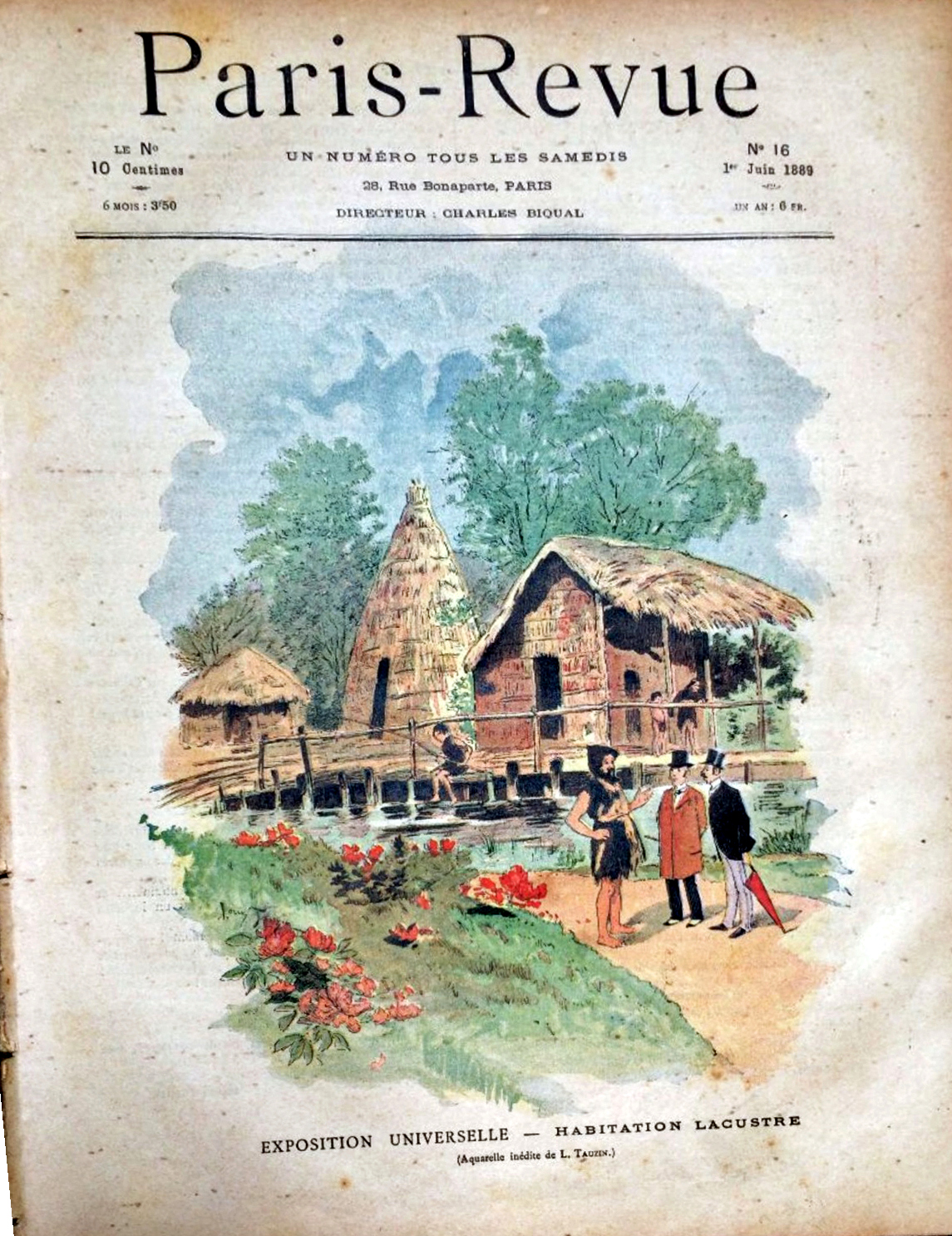
Exposition Universelle : Habitation lacustre
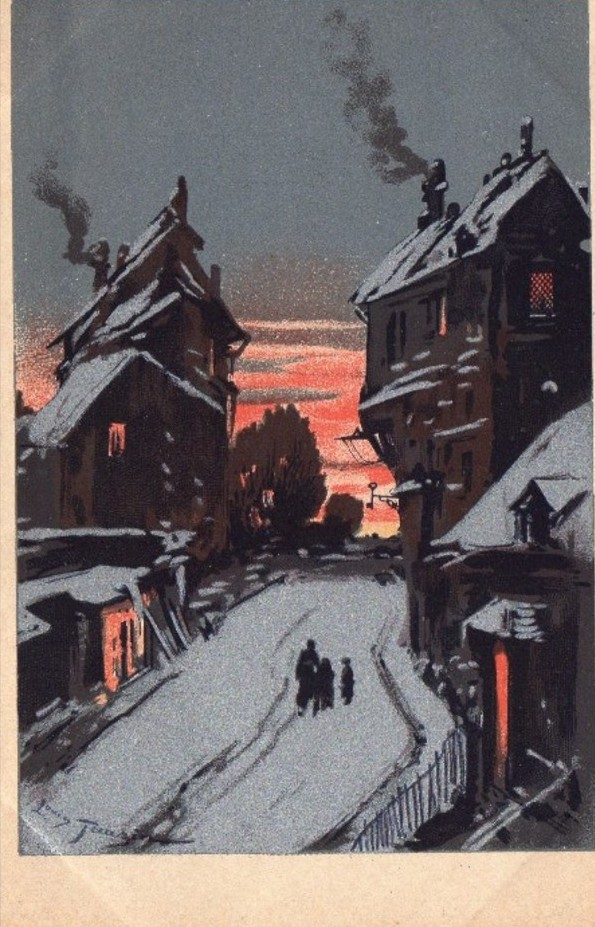
La tombée de nuit
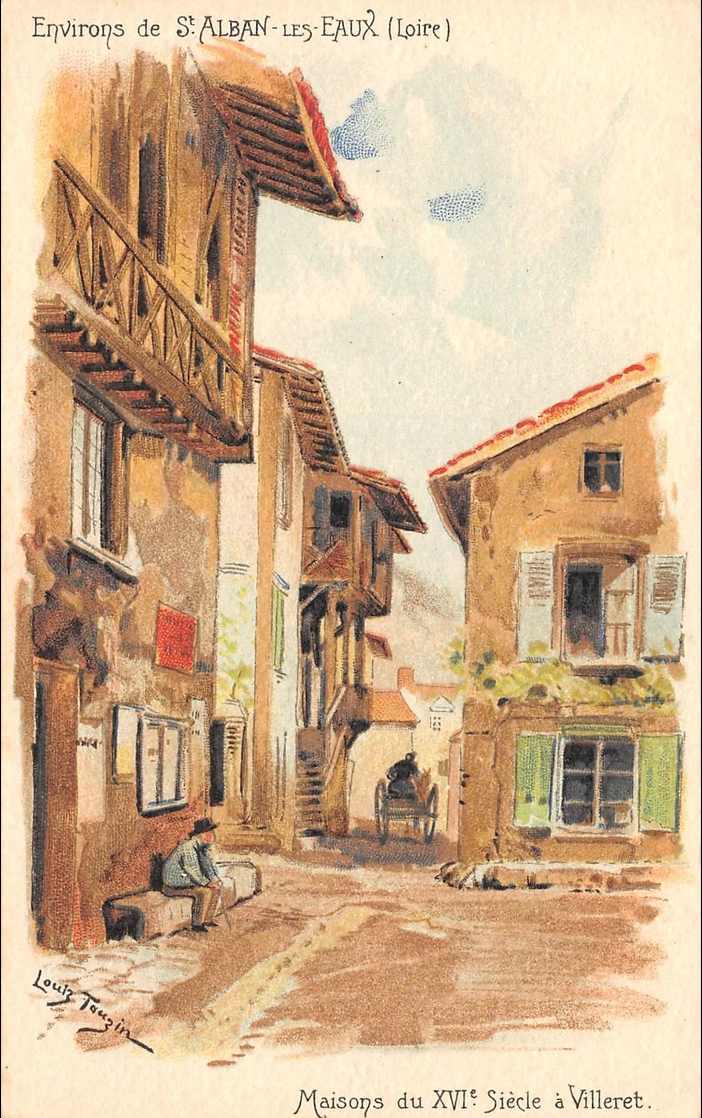
St Alban-les-Eaux
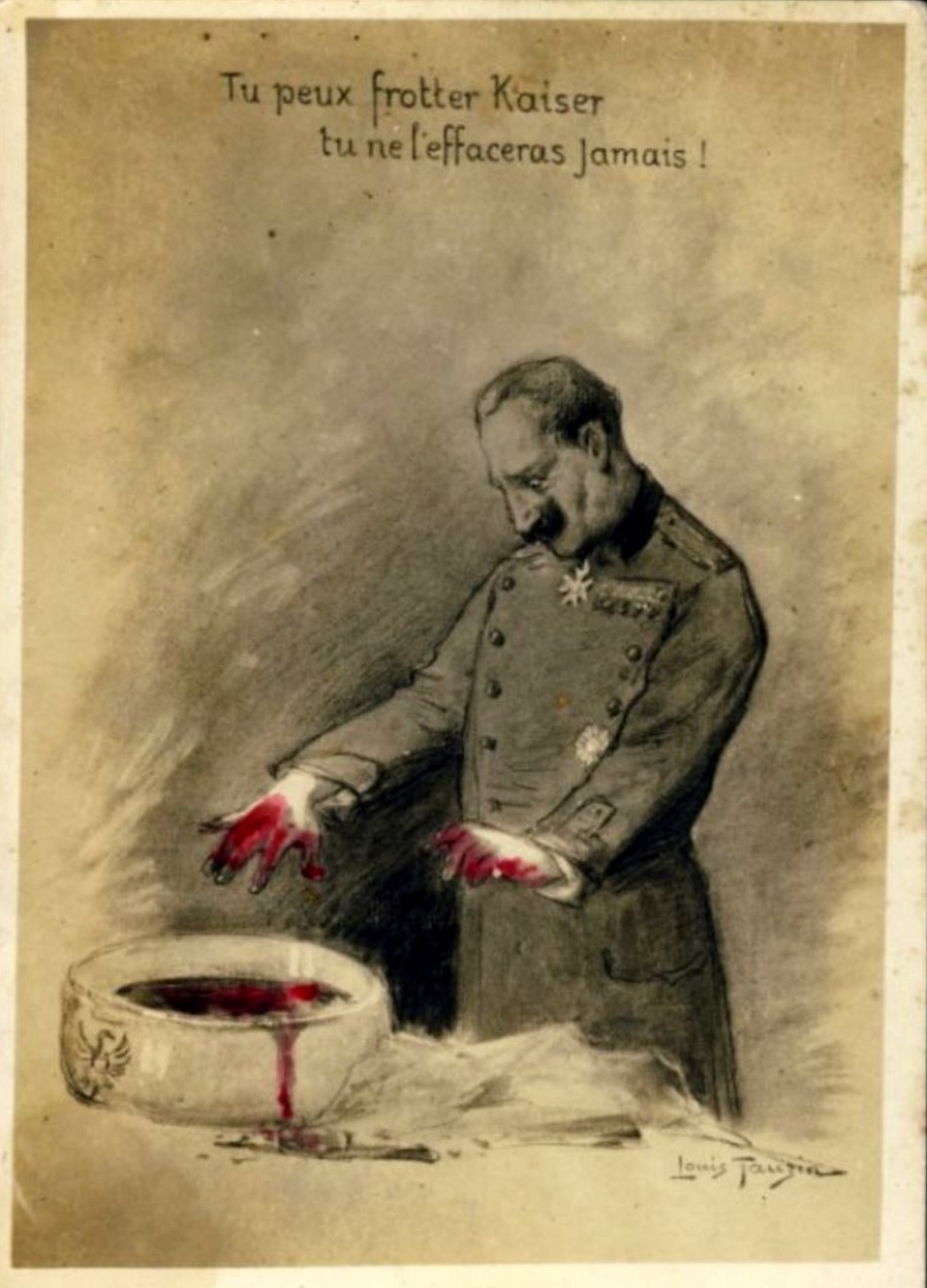
Tu peux frotter Kaiser, tu ne l’effaceras jamais !

## Prix et distinctions
- Deux médailles d'argent aux expositions de Versailles en 1884 et 1885.
- En 1888 le président du Venezuela lui confère le grade d'Officier de l'Ordre de la Libération[8].
- Louis Tauzin a été élevé au rang d'Officier d'académie le 1er janvier 1891[9].

## Œuvres

### Œuvres dans des collections publiques
Barbezieux-Saint-Hilaire, Musée Gétaud
- La forêt de Meudon

Bordeaux, Musée des Beaux-Arts
- Paris en 1889, vue prise depuis la terrasse de Meudon (1889)

Chambery, Musée des Beaux-Arts
- Femme et enfant dans la forêt (ca. 1890)

Dieppe, Château de Dieppe
- Affiche Fécamp (ca. 1905)

Meudon, Musée d'Art et d'Histoire de Meudon
- L’étang de Trivaux
- L'ancienne verrerie de Meudon (ca. 1902)
- Bateau-lavoir au Bas-Meudon (1910)
- L'île Seguin vue de Meudon
- Sentier du bois de Meudon sous la neige
- L’avenue du château (1890)
- Blanchisseuses (ca. 1890)
- Violoneux au Bas-Meudon (ca. 1890).

Paris
- Musée du Louvre
  - Vue de Paris depuis la terrasse de Meudon (1890) - Dessin
- Bibliothèque nationale
  - Il y a 26 de ses affiches conservées à la Bibliothèque nationale de France.

Le Touquet-Paris-Plage,
Musée du Touquet-Paris-Plage - Édouard Champion
- Affiche Paris-Plage Le Touquet (1904)

### Galerie

Bois de Meudon
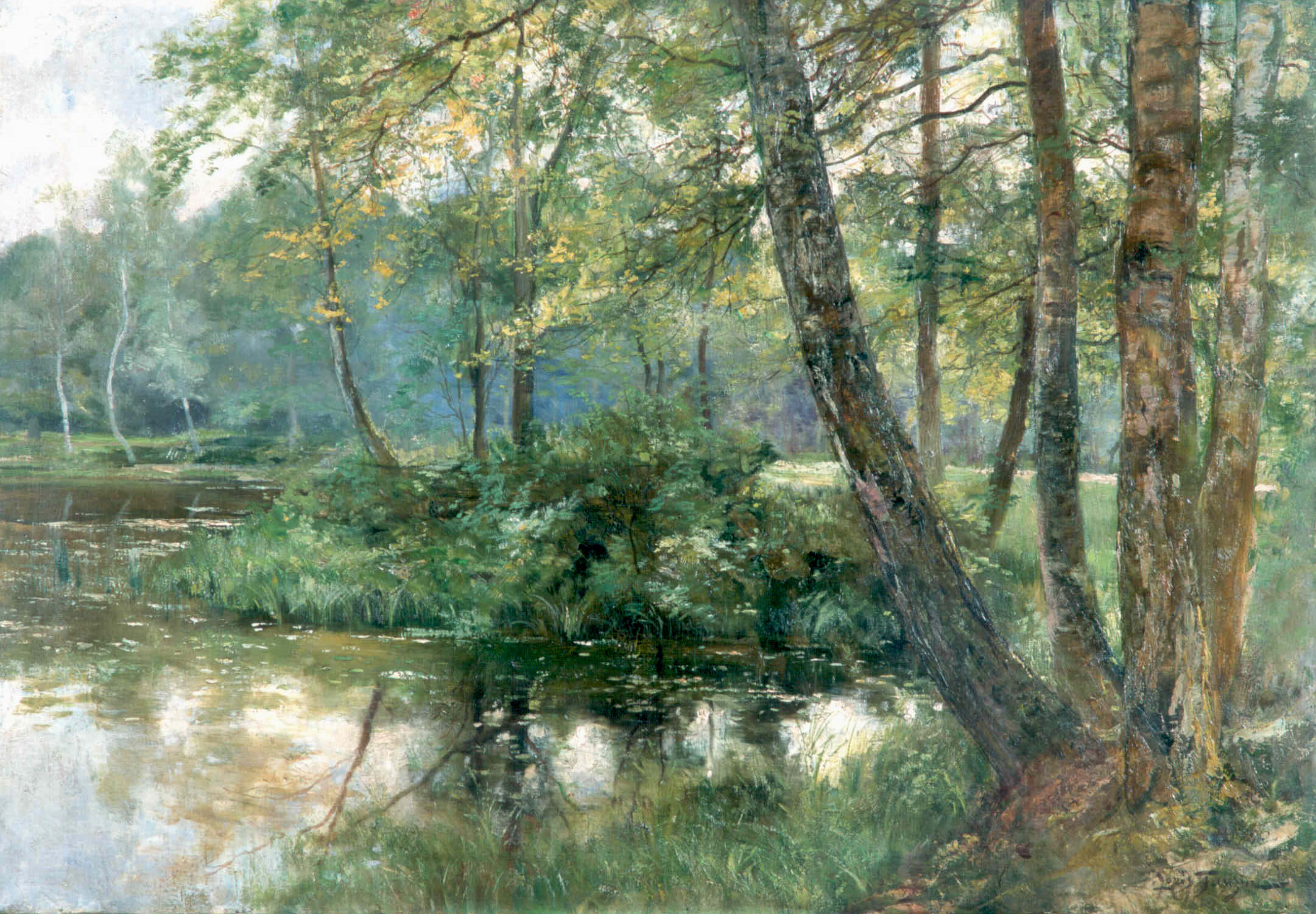
L'étang de Trivaux à Meudon.
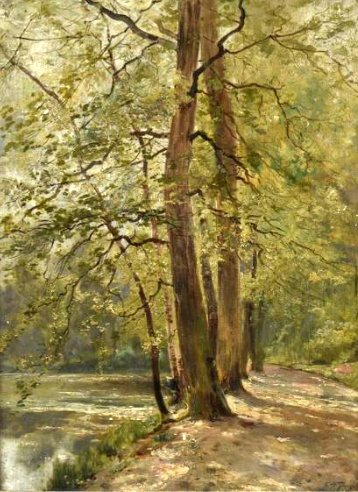
L'étang de Jutaux.
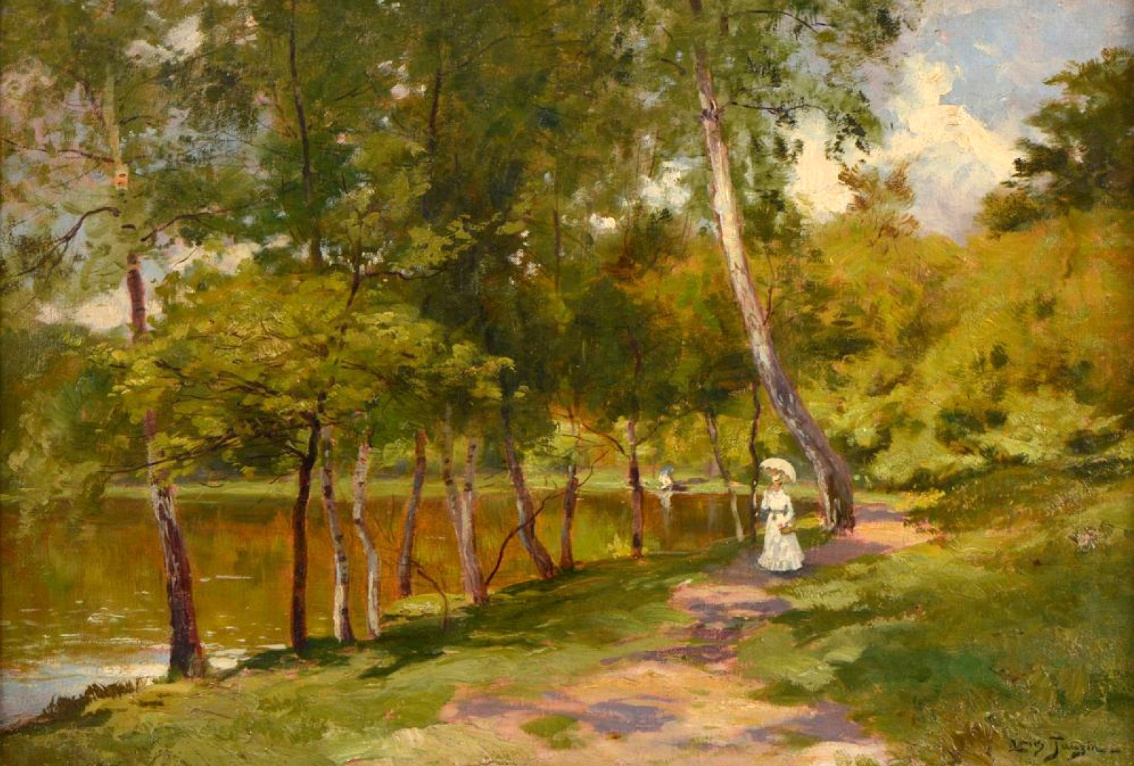
L'étang de Vilbon.

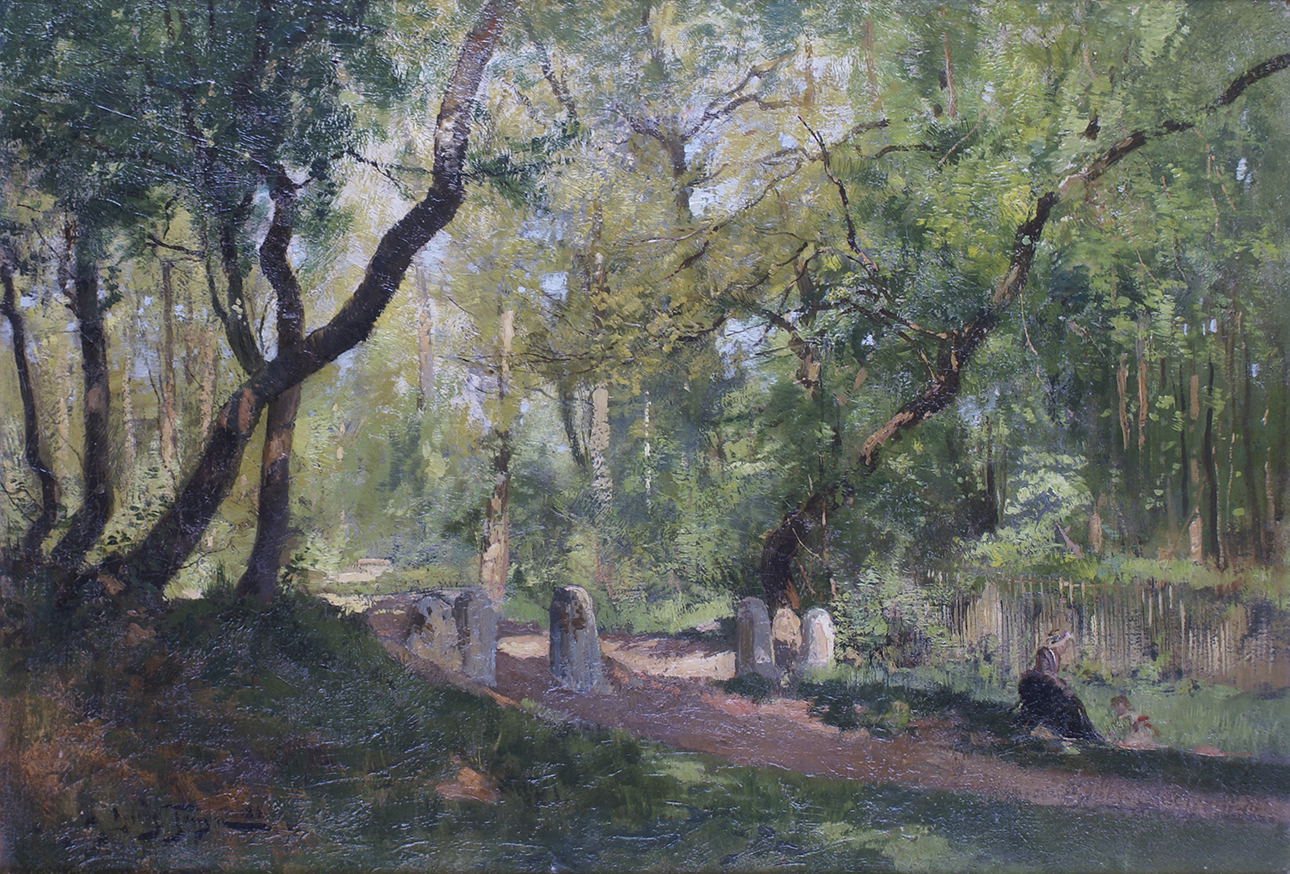
La clairière
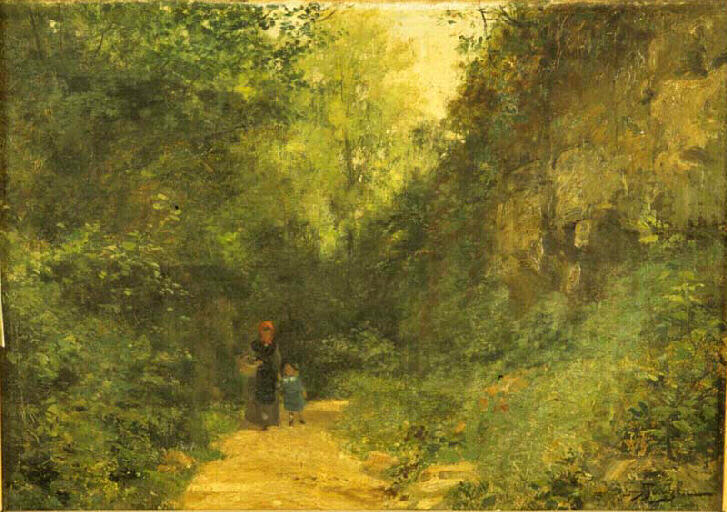
Femme et enfant dans la forêt (ca. 1890).
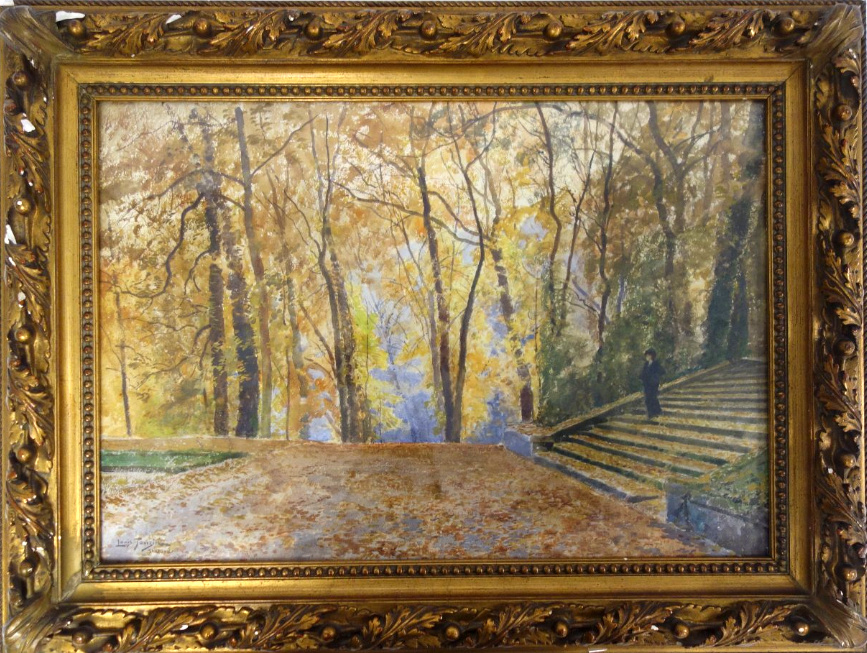
Promenade dans le parc de Saint-Cloud en automne.

Bas-Meudon
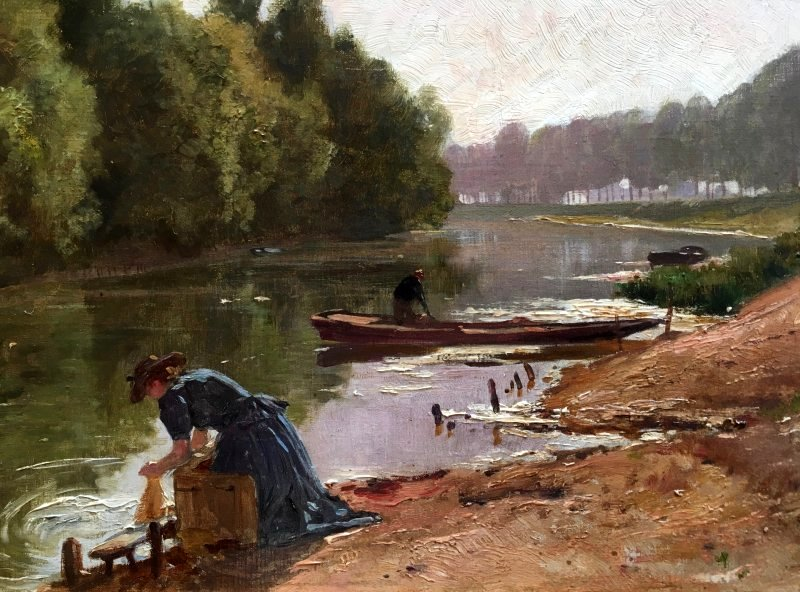
Blanchisseuses, Bas-Meudon (ca. 1890).
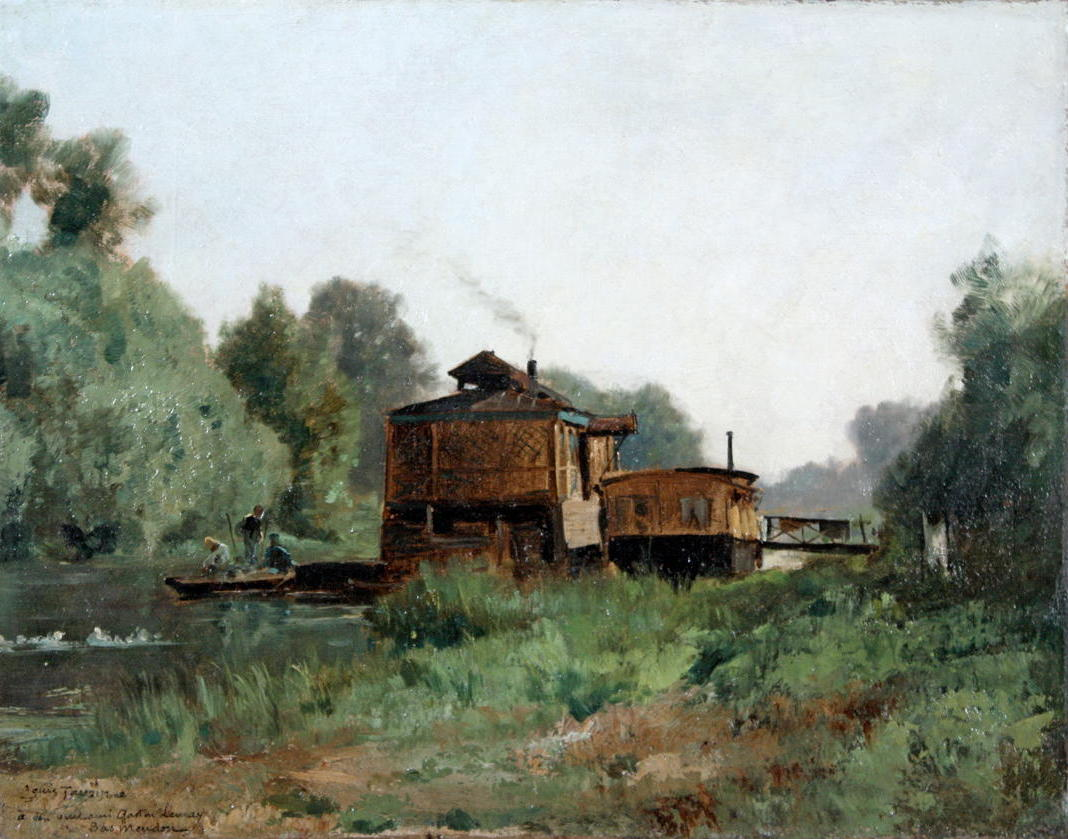
Bateau-lavoir au Bas-Meudon.
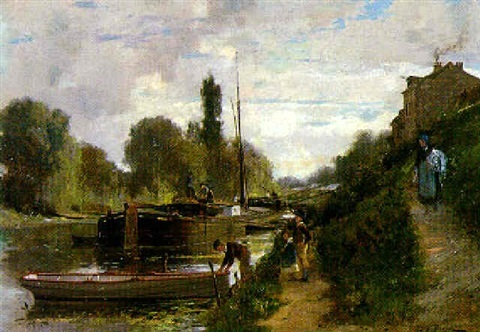
Péniches sur les bords de Marne.

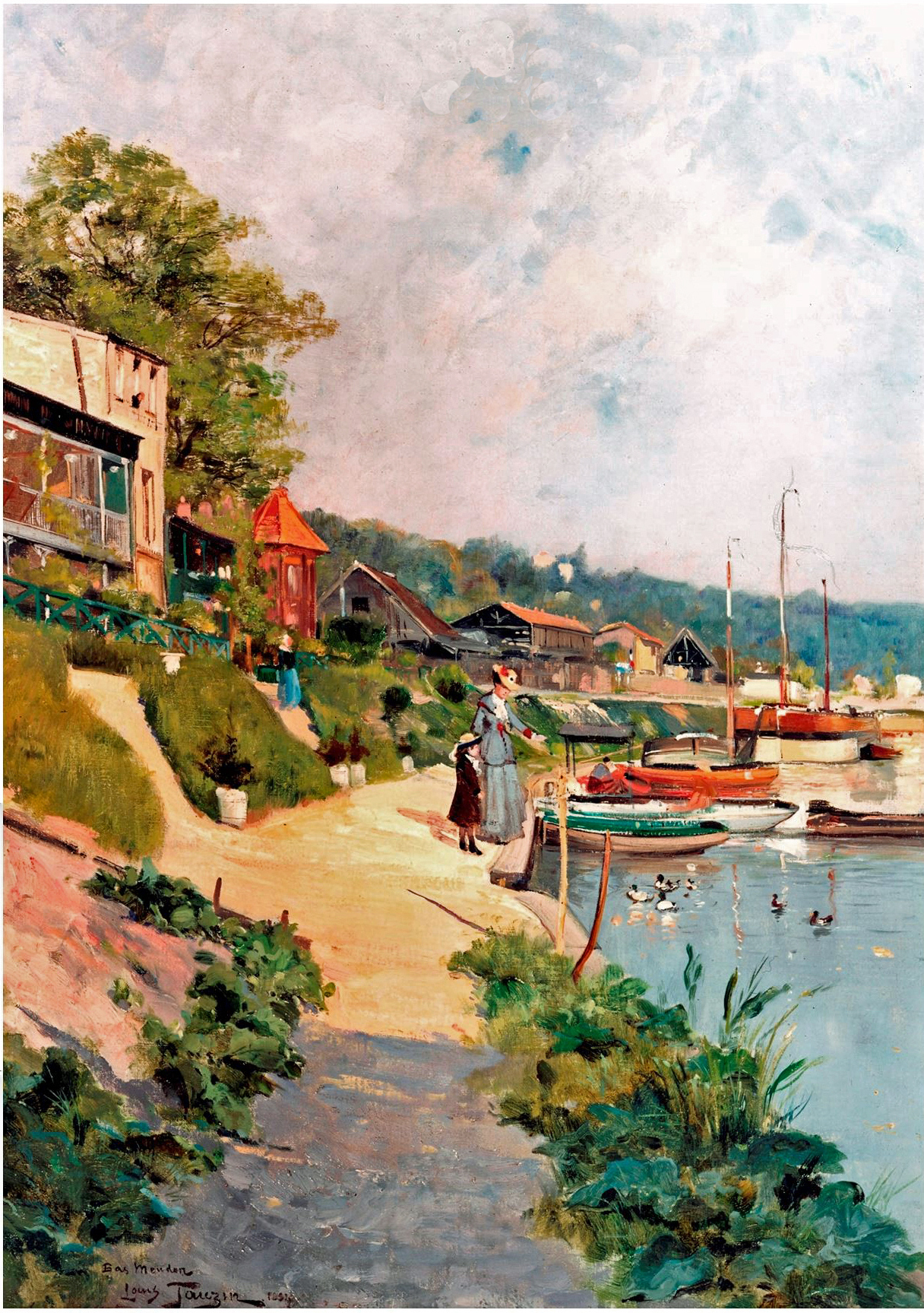
Bas-Meudon (1884).
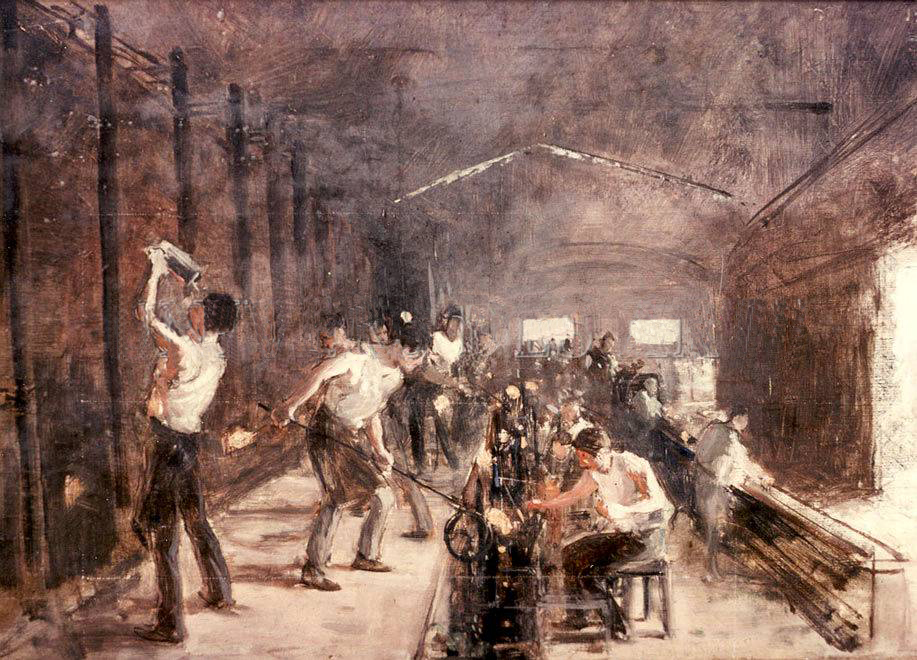
Verrerie du Bas-Meudon (ca. 1902).

Meudon
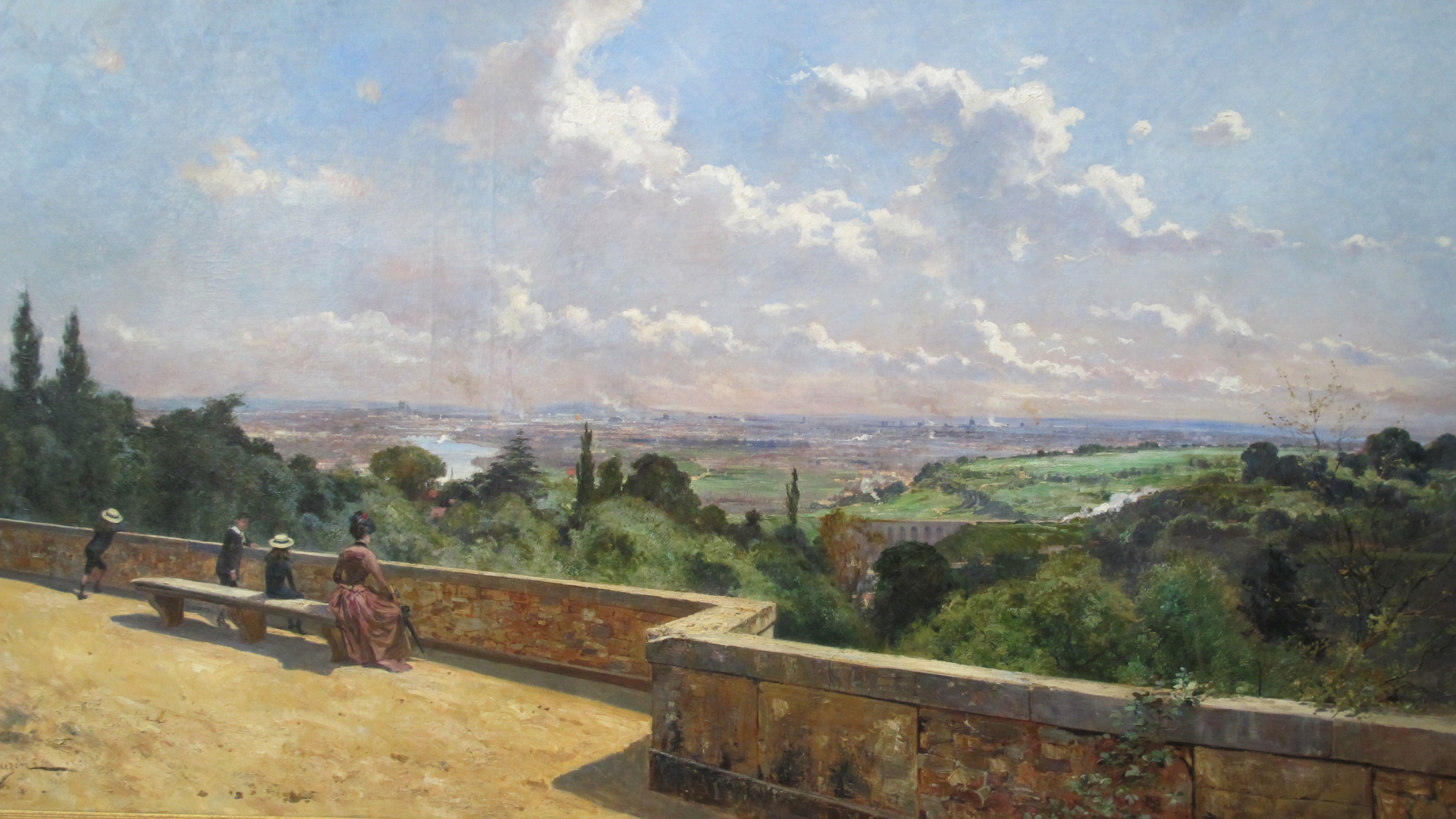
Vue depuis la terrasse de Meudon
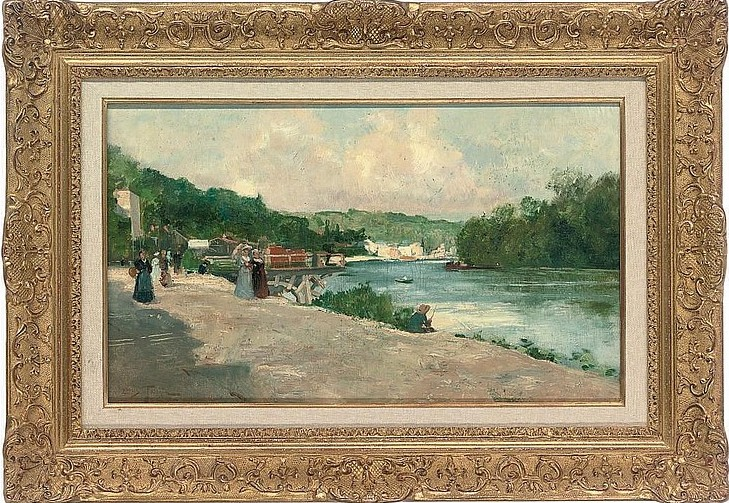
Après-midi d'été au bord de la Seine.
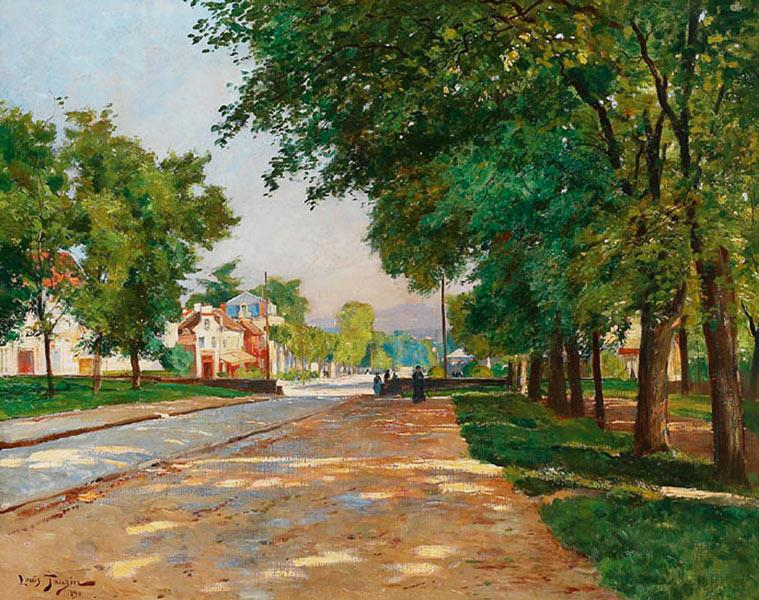
Avenue du château, Meudon.
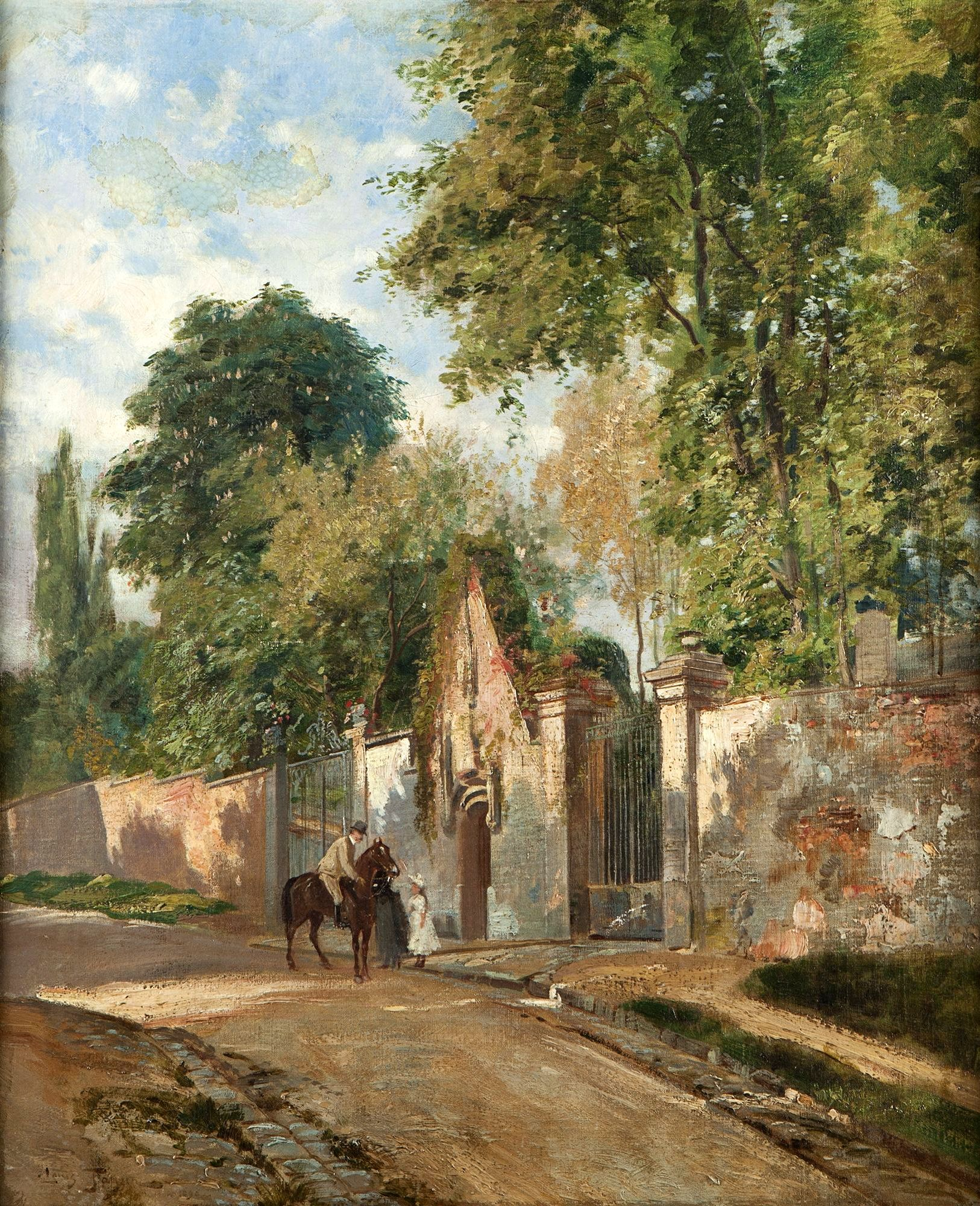
Rue des Capucines à Bellevue.

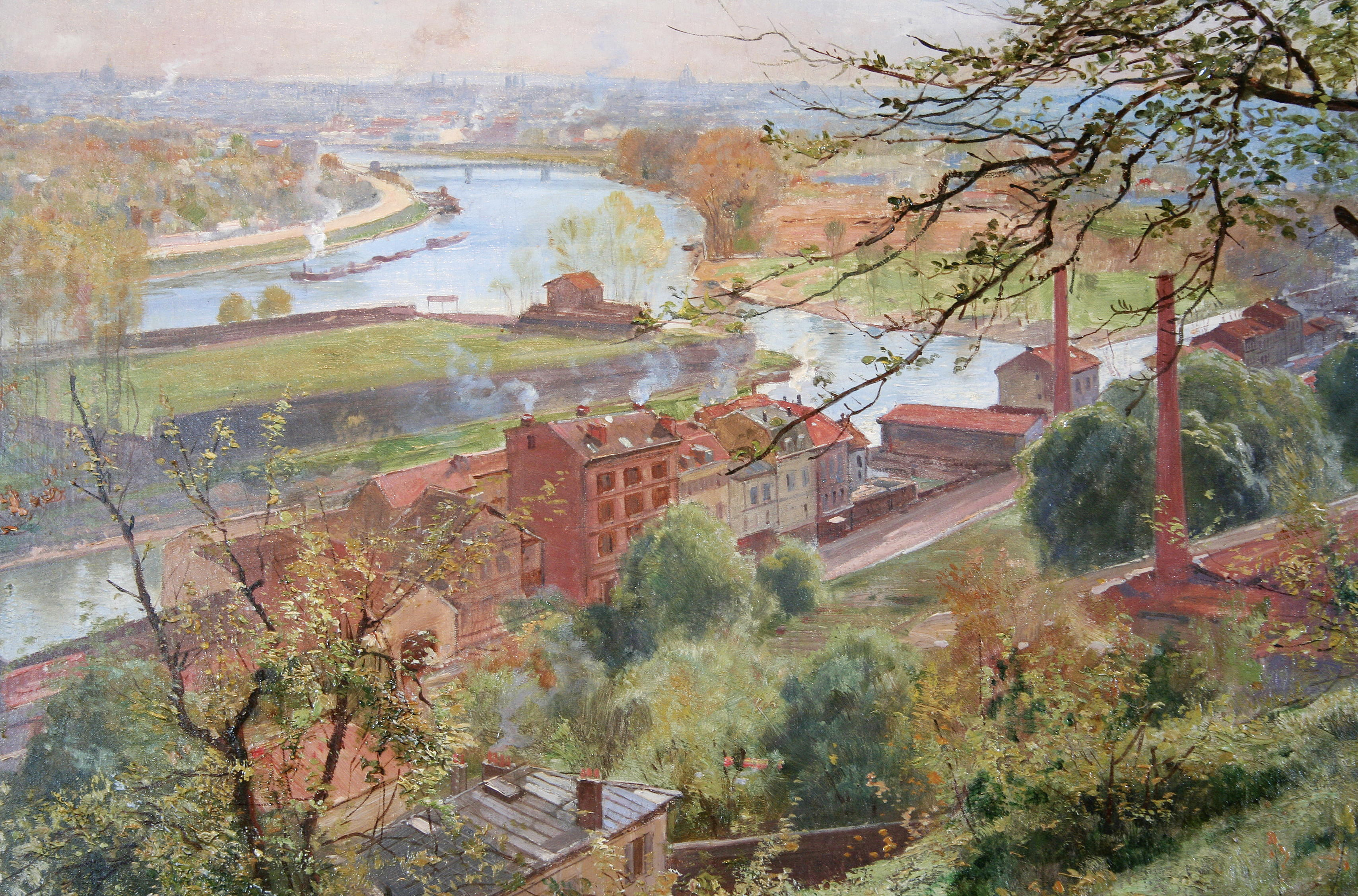
Vue de l'île Seguin et Boulogne sur Seine (ca. 1900).
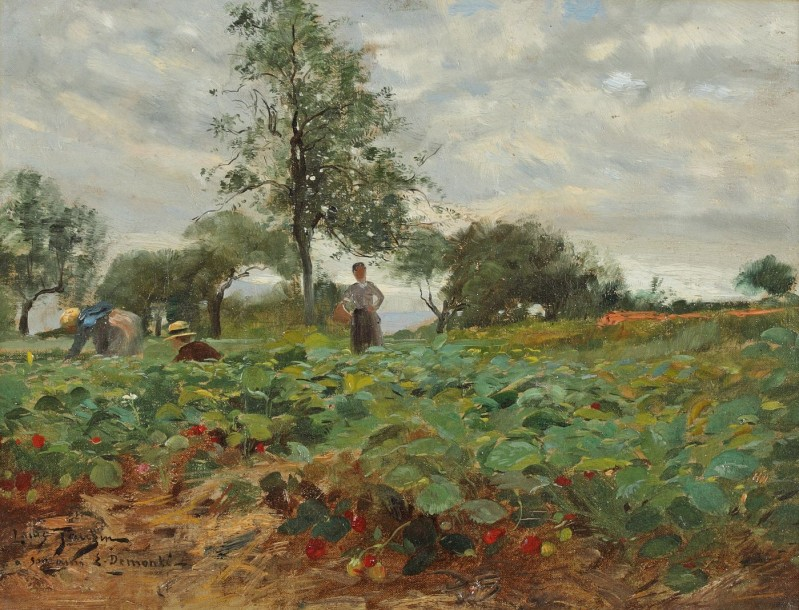
La récolte à Verrière-le-Buisson.
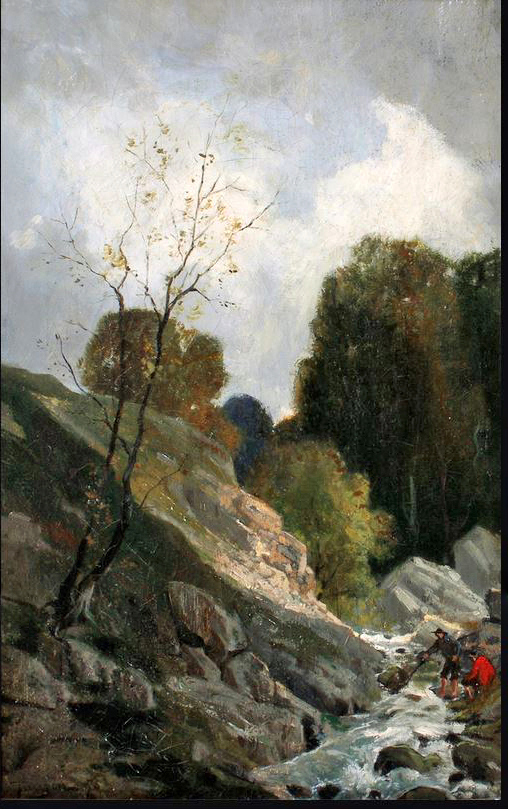
Personnages près du torrent.

Marines
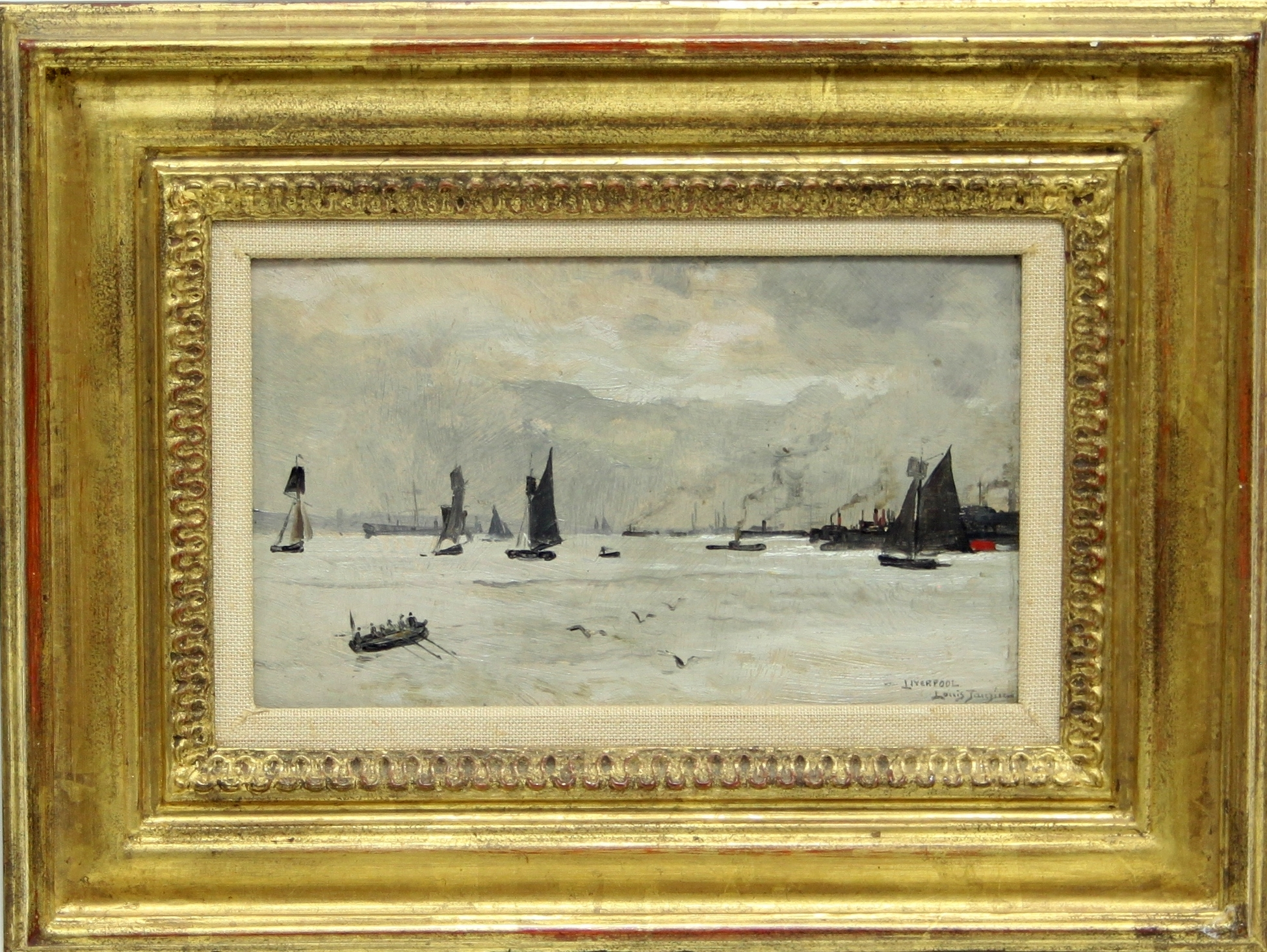
Liverpool.
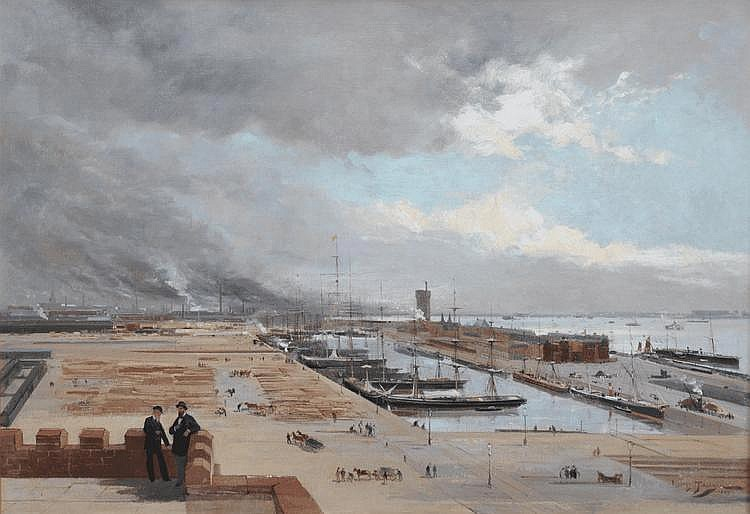
Docks de Liverpool.

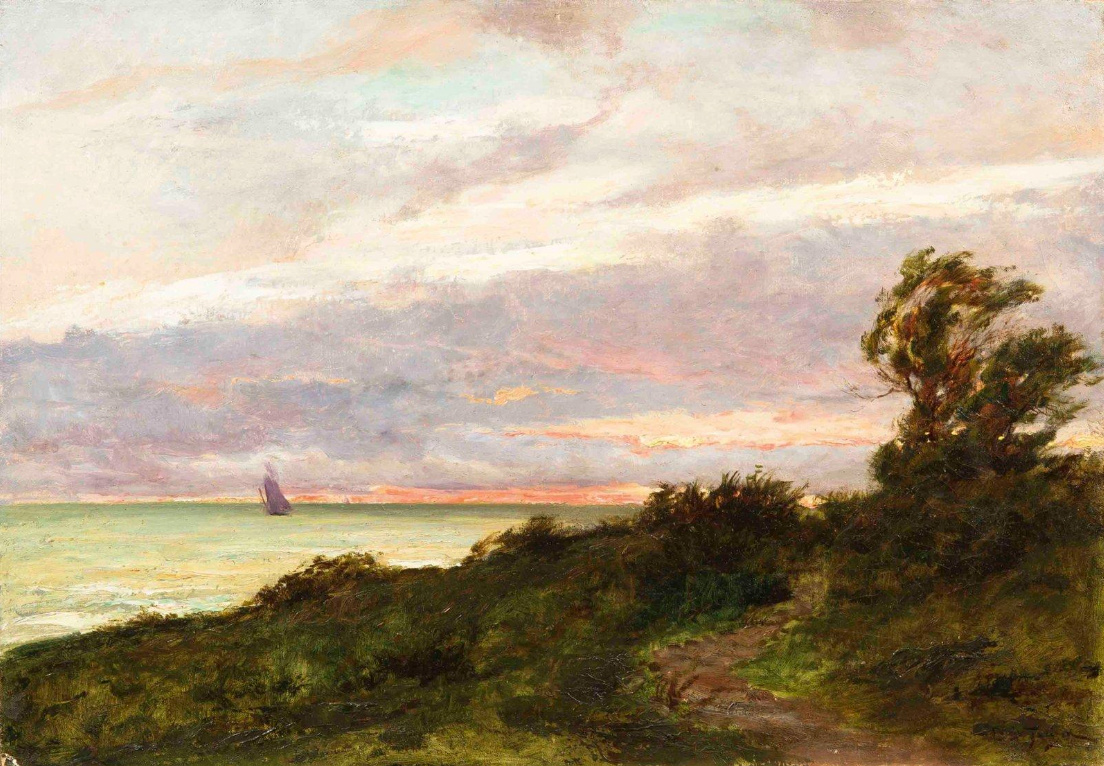
Coucher de soleil.
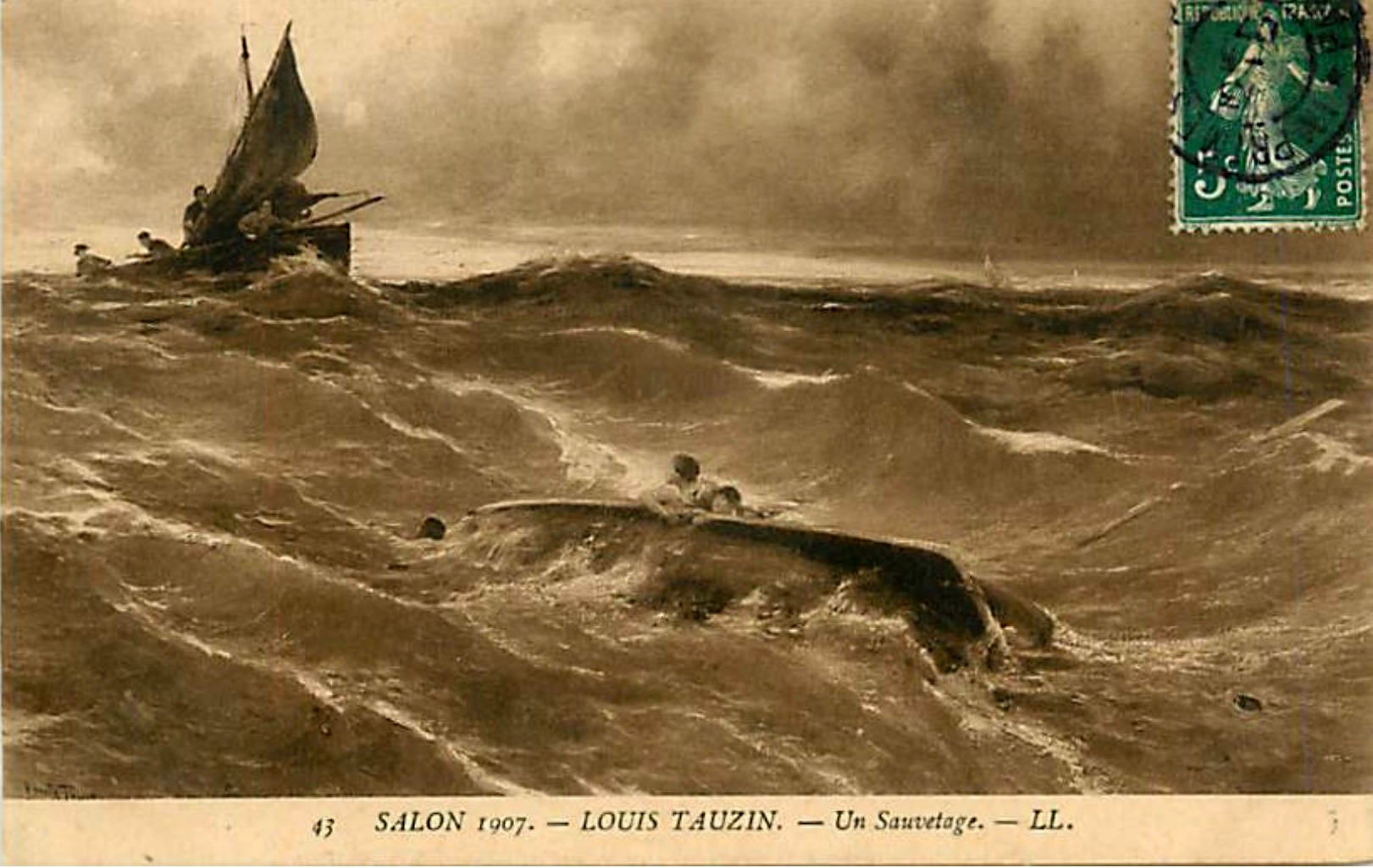
Un sauvetage (1907)

Publicités
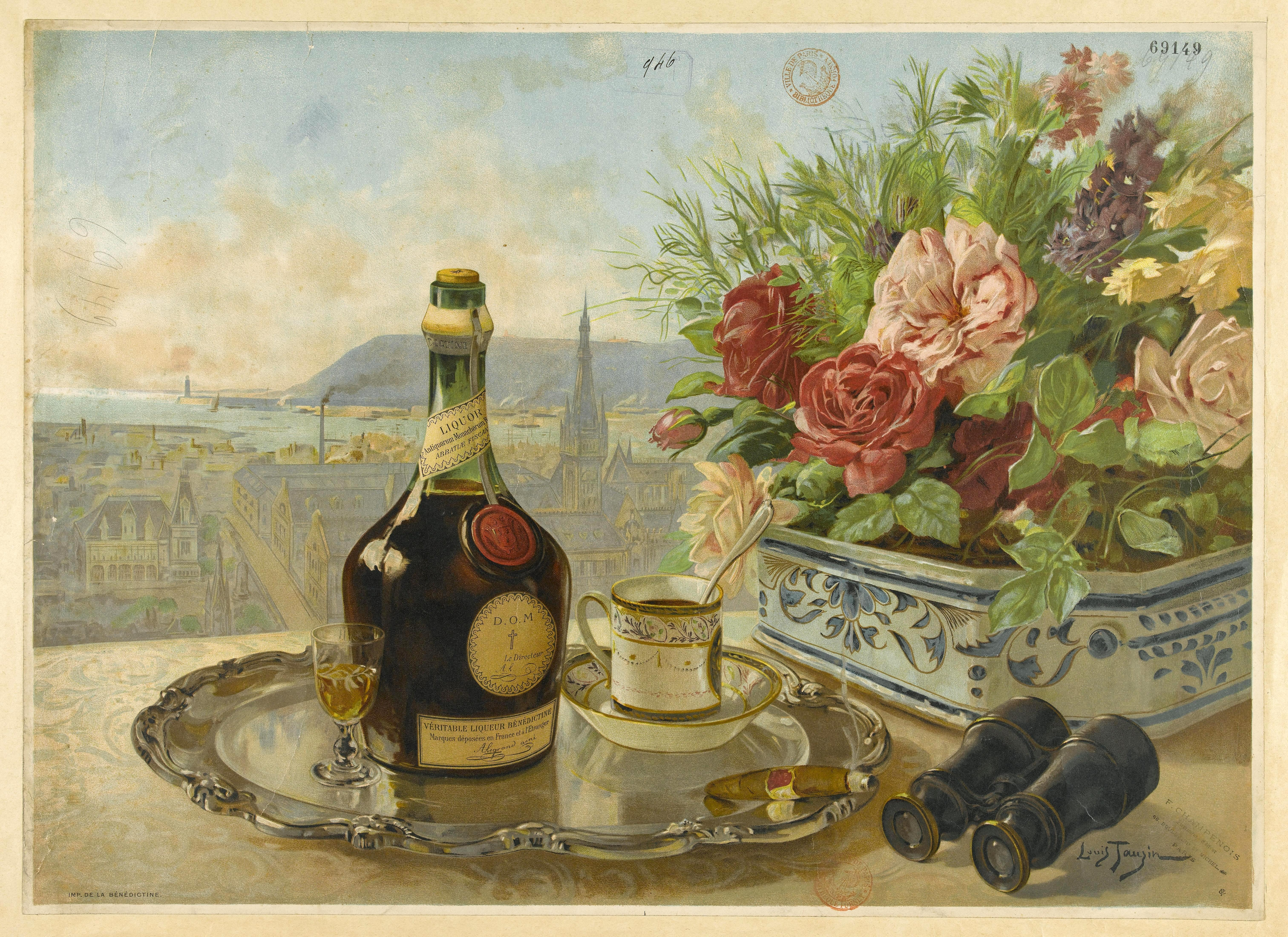
Véritable liqueur bénédictine (1901).
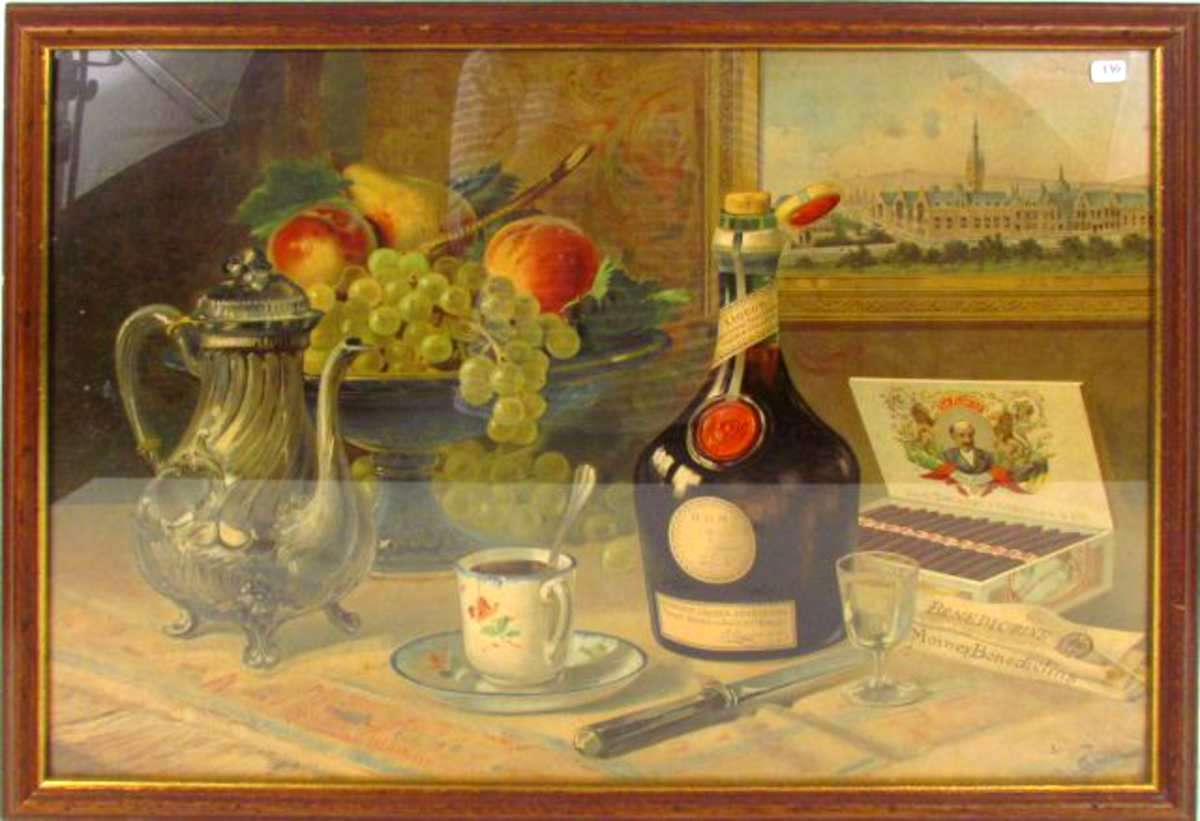
Véritable liqueur bénédictine (1901).